# De Grote Jacht
De Grote Jacht is het tweede deel van de fantasy-serie Het Rad des Tijds, geschreven door Robert Jordan. Deze serie gaat over vijf jonge mensen uit het vredige dorp Emondsveld die het middelpunt worden van een vernietigende reeks gebeurtenissen die de wereld veranderen. De oorspronkelijke titel van het boek is The Great Hunt, en het werd uitgegeven in 1990.

## Samenvatting van het boek
De Amyrlin Zetel arriveert in Fal Dara om de 'Herrezen draak' te ontmoeten. Rhand Altor, die angstvallig zijn nieuwe ‘identiteit’ verbergt en ontkent, probeert de stad te verlaten. Deze wordt echter overvallen door Trolloks; zij stelen de dolk van Shadar Logoth en de Hoorn van Valere. Bovendien bevrijden ze de duistervriend Padan Fajin. Dan wordt er een groep 'jagers' samengesteld die het spoor van Fajin en de Trolloks gaan volgen. De groep staat onder leiding van Heer Ingtar, en ook Rhand, Mart Cauton, Perijn Aybara en de Ogier Loial maken er deel van uit. Tijdens een nacht geleidt Rhand onbewust de Ene Kracht, en wordt tezamen met Loial en de Snuiver Hurin via een Portaal-steen naar een parallelle wereld getransporteerd. Daar ontmoeten ze de Verzaker Lanfir in de gedaante van de knappe Selene, die hen helpt terug te keren. In Therins Dolk weten de drie vervolgens de Hoorn en de Dolk te stelen uit het kamp van de Trolloks, waarna Selene verdwijnt. Ondertussen heeft de Aes Sedai vrouwe Verin Sedai zich bij het legertje van Heer Ingtar gevoegd, waarna de achtervolging wordt voortgezet in de richting van de stad Cairhien.
Daar wordt Rhand gedwongen het levensgevaarlijke 'Spel der Huizen' te spelen, en ontmoet hij de dood gewaande speelman Thom Merrilin. Wederom betaalt Thom een prijs voor zijn hulp aan Rhand; zijn geliefde Dena wordt vermoord. Ondertussen zwerven de Trolloks door de stad, bestrijdt Rhand hen bij het 'Gildehuis van de Vuurwerkers', en weten zij ten slotte de Hoorn en de Dolk weer in handen te krijgen. Dan arriveert het legertje van Heer Ingtar in Cairhien, en blijkt Fajin via de Saidinwegen naar de Kop van Toman gevlucht te zijn. Rhand, Heer Ingtar en de rest volgen hem via een Portaalpoort. Ondertussen bezoeken Moraine Sedai en Lan Mandragoran, twee Aes-Sedai ‘zusters’, waar ze de 'Voorspellingen van de Draak' onderzoeken, en zijn Nynaeve Almaeren en Egwene Alveren in Tar Valon gearriveerd, waar zij 'Aanvaarde' en 'Novice' van de Witte Toren worden. Als ze via Leandrin Sedai horen dat Rhand in gevaar is, volgen ze de Aes Sedai, tezamen met hun vriendinnen Elayne Trakand en Min Fershaw, via de Saidinwegen naar de Kop van Toman.
Daar blijkt dat Leandrin hen in een val gelokt heeft: Egwene en Min worden gevangengenomen door de Seanchanen, een volk dat de Kop van Toman veroverd heeft. Egwene wordt met een halsband geketend, waardoor men haar Kracht kan beheersen en gebruiken. Terwijl Nynaeve en Elayne haar redden, arriveren Rhand, Perijn, Mart, Hurin en Heer Ingtar in Falme, waar ze de Hoorn en de Dolk wederom te pakken krijgen. Als ze de stad uit vluchten belanden ze echter tussen twee legers; het leger van de Seanchanen en het leger van de Kinderen van het Licht. Mart blaast op de Hoorn en de dode Helden van weleer verschijnen en bestrijden de twee legers, terwijl Rhand in de lucht boven Falme de Duistere bevecht. Na de chaotische strijd vindt Min een bewusteloze Rhand in de stad, en heeft ze vervolgens een confrontatie met Lanfir. Als Rhand wakker wordt zegt de teruggekeerde Moraine dat hij nu eindelijk moet accepteren wie hij is; de Herrezen draak.

### De Grote Jacht
De grote jacht is daarnaast een verhalenreeks die vertelt over de avonturen van jagers die op zoek zijn naar de Hoorn van Valere. Volgens de overlevering zou deze hoorn de helden van weleer oproepen voor Tarmon Gai'don (de laatste slag). De hoorn is al sinds de eeuw der legenden verdwenen en daarom roept Illian iedere 100 jaar de grote jacht uit. De laatste keer dat dit gebeurd is, is vierhonderd jaar geleden. Ook kunnen speelmannen die het beste het verhaal van de grote jacht vertellen ieder jaar een prijs winnen.
Het Oog van de Wereld · De Grote Jacht · De Herrezen Draak · De Komst van de Schaduw · Vuur uit de Hemel · Heer van Chaos · Een Kroon van Zwaarden · Het Pad der Dolken · Hart van de Winter · Viersprong van de Schemer · Mes van Dromen · De Naderende Storm · De Torens van Middernacht · Het Licht van Weleer — 
Prequel: Een Nieuw Begin